# Strongylopus
Strongylopus is een geslacht van kikkers uit de familie Pyxicephalidae. De groep werd voor het eerst wetenschappelijk beschreven door Johann Jakob von Tschudi in 1838.
Er zijn tien soorten die voorkomen in zuidwestelijk Zuid-Afrika en verder noordelijk en oostelijk tot Namibië en Tanzania. De soort Strongylopus kilimanjaro is zoals de naam al aangeeft alleen bekend van de berg Kilimanjaro.
De verschillende soorten hebben een bruine kleur met donkerbruine vlekken en of strepen.

## Taxonomie
Geslacht Strongylopus
- Soort Strongylopus bonaespei
- Soort Strongylopus fasciatus
- Soort Strongylopus fuelleborni
- Soort Strongylopus grayii
- Soort Strongylopus hymenopus
- Soort Strongylopus kilimanjaro
- Soort Strongylopus kitumbeine
- Soort Strongylopus merumontanus
- Soort Strongylopus rhodesianus
- Soort Strongylopus springbokensis
- Soort Strongylopus wageri

Amietia · 
Anhydrophryne · 
Arthroleptella · 
Cacosternum · 
Ericabatrachus · 
Microbatrachella · 
Natalobatrachus · 
Nothophryne · 
Poyntonia · 
Strongylopus · 
Tomopterna